# Bauchschmerz
Der Bauchschmerz, Abdominalschmerz oder abdomineller Schmerz ist eines der häufigsten Symptome, die zur Inanspruchnahme ärztlicher Hilfe führen. Bauchschmerz kann durch eine Vielzahl von Ursachen ausgelöst werden. Zu diesen Ursachen gehören konkrete Erkrankungen von Organen des Bauchraumes, Krankheiten, die sich außerhalb des Bauchraumes abspielen, aber auch Missempfindungen, die durch psychische Erkrankungen ausgelöst werden. Die Ursachen des Symptoms Bauchschmerz reichen von harmlosen Befindlichkeitsstörungen wie Blähungen über krampfartige Koliken (Gallenkolik, Darmkolik) bis zu akut lebensbedrohlichen Erkrankungen wie dem Mesenterialinfarkt. Entsprechend der Vielzahl der im Bauchraum liegenden Organe und weil auch Erkrankungen außerhalb des Bauchraumes Bauchschmerzen verursachen können, kann die Differentialdiagnostik von Bauchschmerzen sehr schwierig sein und bedarf nicht selten des Einsatzes umfangreicher klinischer, laborchemischer, bildgebender und medizintechnischer Verfahren.

## Ursachen

### Organische Ursachen
Alle im Bauchraum (intraabdominell) vorhandenen oder an ihn angrenzenden Organe können im Fall einer Erkrankung Bauchschmerzen verursachen. Dies sind
- der Magendarmtrakt („Gastrointestinaltrakt“) mit Speiseröhre, Magen, Zwölffingerdarm, Dünndarm (Jejunum und Ileum) und Dickdarm (Blinddarm mit Wurmfortsatz, Colon ascendens, Colon transversum, Colon descendens, Colon sigmoideum und Rektum),
- das hepatobiliäre System, also die Leber mit den Gallenwegen und der Gallenblase,
- die Bauchspeicheldrüse (Pankreas),
- die Milz,
- der Urogenitaltrakt, also die Nieren und Nebennieren, der Harnleiter und die Harnblase,
- das Gefäßsystem, also Aorta, Vena cava inferior, Mesenterialarterien und -venen, Pfortader,
- die Bauchwand (Nabel- und Narbenhernien, Leistenbruch).
- die Ovarien, Eileiter, der Uterus

Ursachen außerhalb des Bauchraumes können ebenfalls Bauchschmerzen auslösen. Die wichtigsten sind der Hinterwandinfarkt und andere Herzerkrankungen, Erkrankungen der Wirbelsäule (etwa der Brustwirbelsäule), insbesondere die Spondylodiszitis, sowie Stoffwechselerkrankungen (zum Beispiel die „Pseudoperitonitis diabetica“ bei Typ1-Diabetikern bei beginnendem ketoazidotischem Koma oder auch die Porphyrien). Außerdem können Vergiftungen verschiedener Art Bauchschmerzen verursachen. Auch eine Lungenentzündung mit Begleitpleuritis oder eine Lungenembolie können mit Bauchschmerzen einhergehen.

### Nichtorganische Ursachen
Akuter Stress und chronische Überlastung („Burnout-Syndrom“) sowie die meisten psychosomatischen Erkrankungen können mit Bauchschmerzen einhergehen, ohne dass eine organische Störung gefunden werden kann. Die Häufigkeit dieser auch als „funktionelle Abdominalbeschwerden“ bezeichneten Störung lässt sich an den oft benutzten umgangssprachlichen Ausdrücken „Das macht mir Bauchschmerzen!“ oder „Das schlägt mir auf den Magen!“ ermessen.